# Marcello De Nardus
Marcello De Nardus (Venezia, 13 luglio 1922 – Padova, 19 giugno 2011) è stato un cestista italiano.

## Carriera
Ha vinto lo scudetto nelle stagioni 1941-42 e 1942-43 con la maglia della Reyer Venezia.
Con la Nazionale ha preso parte agli Europei 1946 e 1947. In totale ha disputato 9 incontri in maglia azzurra, realizzando 43 punti.

## Palmarès
- Campionato italiano: 2

Reyer Venezia: 1941-42, 1942-43